# Hero (sang)
 For alternative betydninger, se Hero (flertydig). (Se også artikler, som begynder med Hero)
Hero er en sang fra Charlotte Perrellis' femte studiealbum Hero og den første single fra dette album. Sangen er skrevet af JBobby Ljunggren og Fredrik Kempe. Sangen blev udgivet den 12. marts og singlen opnåede den højeste placering i Sverige.